# Ultrasonografia endoskopowa

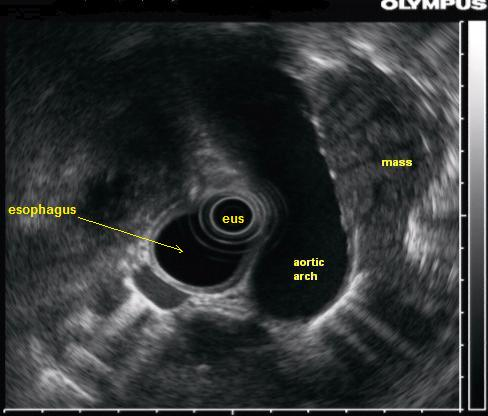
Rak płuca uwidoczniony w ultrasonografii endoskopowej. Sonda znajduje się w przełyku

Ultrasonografia endoskopowa, endosonografia – metoda diagnostyczna, w której ultrasonograf stosuje się endoskopowo, w celu uwidocznienia narządów wewnętrznych klatki piersiowej i jamy brzusznej.
Gastroskop ultrasonograficzny jest przeprowadzany, podobnie jak w panendoskopii, przez przełyk, żołądek i dwunastnicę. Metoda ta umożliwia m.in. badanie przesiewowe w kierunku raka trzustki, raka przełyku i raka żołądka, a także wykrycie łagodnych guzów górnego odcinka przewodu pokarmowego. Pozwala także na wykonanie biopsji różnych zmian znajdujących się w górnym odcinku przewodu pokarmowego. Wykonuje się ją poprzez wkłucie igły przez wyściółkę żołądka w kierunku zmiany. 
Podczas badania metodą ultrasonografii endoskopowej pacjent poddawany jest sedacji. Endoskop wprowadza się przez jamę ustną i przesuwa przez przełyk w kierunku odcinka, który ma być zbadany. W zależności od miejsca między przełykiem a dwunastnicą można obrazować organy należące do układu pokarmowego jak i leżące poza nim w celu wykrycia nieprawidłowości i wykonania biopsji aspiracyjnej cienkoigłowej. Dodatkowo można obrazować ścianę przewodu pokarmowego w celu określenia jej grubości, co może pomóc we stwierdzeniu procesu zapalnego lub nowotworowego. Jakość obrazowania jest wprost proporcjonalna do użytej częstotliwości. Dlatego też wysoka częstotliwość daje obrazy lepszej jakości. Jednakże wykorzystanie wysokiej częstotliwości sprawia, że zmniejsza się dostępna w badaniu głębokość penetracji. Ultrasonografia endoskopowa jest wykonywana przez gastroenterologów, którzy przeszli odpowiednie szkolenie w zakresie tej metody.